# 宮沢俊行
宮沢 俊行（みやざわ としゆき、1943年 - 2023年11月18日）は、日本の実業家。株式会社シーティーエス（CTS）創業者で元代表取締役社長。

## 来歴
長野県生まれ。駒澤大学を卒業した。1972年4月、有限会社中部測機を設立し、測量計測事業を開始した。1984年11月、システム事業を開始した。
1990年11月、有限会社中部測機から株式会社中部測機に組織変更した。1991年4月、ハウス備品事業を開始した。1997年9月、一般建設業の長野県知事許可を取得した。
1998年4月、株式会社中部測機から株式会社中部に商号変更した。1999年9月、中古測量機器取引の市場運営を目的とするジオネットジャパンを開始した。
2000年4月、株式会社中部から株式会社シーティーエスに商号変更した。2002年3月、日本証券業協会のJASDAQ市場に株式を店頭登録した。
2004年12月、ジャスダック証券取引所（東京証券取引所のJASDAQ市場）に株式を上場した。
2007年11月、シーティーエス株式の一部をシーティーエスに売却し、主要株主に非該当となる。
2019年、第49期上田商工会議所常議員（任期：2019年11月1日 - 2022年10月31日）に就任した。
2023年11月18日午前10時54分、上田市内の病院で死去した。80歳没。